# Kapwani Kiwanga
Kapwani Kiwanga, née en 1978 à Hamilton en Ontario au Canada, est une artiste contemporaine canadienne vivant à Paris. Elle est liée à la Tanzanie par ses origines familiales. 

## Biographie

### Premières années et formation
Kapwani Kiwanga a été élevée à Brantford, et elle a suivi des cours à la Galerie Glenhyrst dans son enfance, une expérience qui a influencé ses pensées au sujet du colonialisme. Après des études en sciences sociales (un cursus en Anthropology and Comparative Religions à l'université McGill à Montréal au Canada), Kapwani Kiwanga s'installe en France en 2005 et suit le programme de recherche La Seine de l'École des beaux-arts de Paris, qui permet aux jeunes artistes, déjà diplômés, de développer un projet artistique, en bénéficiant d'une émulation collective. Par la suite elle étudie au centre de formation Le Fresnoy.

### Carrière
Dans son travail artistique, Kiwanga utilise sa double formation en sciences sociales et arts visuels pour créer des œuvres qui examinent les sociétés contemporaines post-coloniales, utilisant des méthodes de recherche scientifique afin d'explorer le concept de "savoir". Ce travail est montré en 2013 au Centre Pompidou, et au Jeu de Paume, toujours à Paris en 2014. Son film "Rooted" est nommé pour un prix BAFTA. En mars 2016, elle est invitée de la foire internationale The Armory Show (en) de New York. Elle se voit décerner différentes distinctions : le prix Sobey,, le Frieze Artist Award de New York, et la bourse ADAGP-Étant donnés, toutes en 2018. En 2020, elle est lauréate du prix Marcel-Duchamp.

## Œuvres
Kapwani Kiwanga s'intéresse à la mémoire d'événements historiques et à la multiplicité des points de vue possibles afin d'en déconstruire les récits habituellement admis et enseignés.

### Afrogalactica
Initié en 2011, Afrogalactica est un cycle de performances imaginées par Kapwani Kiwanga dans lesquelles l'artiste se met en scène comme anthropologue venue du futur pour raconter l'histoire des États-Unis d'Afrique créés en 2058. Reposant sur le dispositif de la conférence universitaire impliquant sérieux et autorité, l'artiste présente une histoire imaginée nourrie de références à l'Afrofuturisme en la figure de Sun Ra et aux penseurs de la décolonisation tel Frantz Fanon. Cette fiction spéculative prend la forme d'un collage d’extraits de films, de clips musicaux et de documents divers. 

### Maji Maji
En 2014, Kiwanga présente au Jeu de Paume une installation intitulée Maji Maji basée sur la rébellion des Maji-Maji, un soulèvement de plusieurs tribus d’Afrique orientale (maintenant la Tanzanie) contre les autorités coloniales allemandes entre 1905 et 1907. La révolte contre l’occupant éclata à l’instigation d'un médium connu sous le nom de Bokero qui distribuait à ces adeptes de l’eau sacrée ("maji") supposée les protéger lors des combats en transformant les balles allemandes en eau. La croyance des combattants dans le surnaturel était un moyen de galvaniser les insurgés. Dans ce travail, Kiwanga se penche sur les vides subsistant dans la mémoire de l'événement ainsi que sur l’imagination surnaturelle qui l'habite.

### Flowers for Africa
Avec Flowers for Africa (Des fleurs pour l'Afrique), Kiwanga recrée les bouquets de fleurs composés lors des cérémonies et manifestations liées à l'indépendance de pays africains. Les sources visuelles de Flowers for Africa sont issues de fonds d'archives d'agences photographiques et d'agences de presse ou encore des archives nationales des pays décolonisés. L'artiste s'intéresse ainsi à la mise en scène des nouvelles nations africaines souveraines.

## Expositions

### Personnelles
- 2019 : Safe Passage. MIT, List Visual Arts Center, Cambridge, États-Unis[17]
- 2018 : Rayon de soleil au coin du feu[18]. Installation et vidéo. Musée d'art de Joliette, Québec, Canada ; commissaire : Anne-Marie St-Jean-Aubre
- 2017 : The Sun Never Sets, Goodman Gallery, Johannesburg (Afrique du Sud)[17]
- 2012 : Afrogalactica: un abrégé du futur[19] performance. Sur l’invitation de Contrechamps, Nantes
- 2011 : Afrogalactica: a short history of the future performance, Paris Photo 2011 ; Paris. Curator “Platform LIVE”: Chantal Pontbriand

### Collectives
- 2012 : Synchronicity II, Tiwani Contemporary ; Londres
- 2011 : Carte Blanche AfricAmerica, Anis Gras ; Arcueil. Synchronicity, Photoquai and Baudoin Lebon Gallery ; Paris. Kaleidoscope Arena 4 - Road to Contemporary Art ; Rome. 100 tekeningen tegen de Vietnam oorlog, Komplot ; Bruxelles. 100 dessins contre la guerre du Vietnam, Le commissariat ; Paris.
- 2010 : Filmer la Musique, Point Ephémère; Paris
- 2009, 1 69A2, Curators: Eric Stephany and Xavier Mazzarol; 28 rue du Château d’eau, Paris. Panorama 11, Le Fresnoy : studio national des arts contemporains, Tourcoing
- 2008 : Alt-W: New Directions in Scottish Digital Culture, Glasgow Centre of Contemporary Art; Glasgow. Panorama 9-10, Le Fresnoy : Studio national des arts contemporains, Tourcoing
- 2007: Double Take, Korean National University of the Arts ; Séoul
- 2006 : In the Centre Pompidou, Centre Pompidou ; Paris. DepART, Starhill Gallery; Kuala Lumpur, Malaysie Kuala Lumpur Tour et Retour, Ecole nationale supérieure des beaux-arts, Paris. Bienal Internacional de Arte Contemporáneo ; Almería
- 2005 : Ricochet, Stills Gallery; Edimbourg

## Prix et distinctions
- 2018 : Lauréate du Prix artistique Sobey[7].
- 2018 : Lauréate du Frieze Artist Award de New York[9].
- 2018 : Bénéficiaire de la Bourse ADAGP-Étant donnés[10].
- 2020 : Lauréate du prix Marcel-Duchamp[20].